# 內科之心
內科之心（英語：t-HUbTaipei，或稱宏匯瑞光廣場，正式官方名稱是臺北市內湖科技園區產業支持設施開發計劃興建營運移轉案），是台北市長柯文哲任內第一個招商的BOT案，於2017年5月25日正式簽約。該案是臺灣第一個創新創業内容的BOT開發案，該計畫旨在建立新創事業支援基地，包含共用工作空間、自造實驗空間，使年輕創業者發揮創意，帶動產業升級。
该项目由「宏匯集團旗下的宏匯瑞光公司」所投資，基地臨瑞光路、港墘路、及洲子街，面積約1.75公頃，2020年11月27日營運。
其中的「t.Hub內科創新育成基地」到今年5月已招募68組新創團隊，進駐率達78.3%。

## 歷史
2020年11月27日：內科之心正式開業。

## 相關事項
- 東區門戶計畫
- 都市發展局
- 臺北市政府都市發展局
- 臺北市政府
- 柯文哲市府
- BOT模式
- 臺灣BOT列表
  - 臺北生技園區
- 宏匯集團
  - 宏匯廣場
  - 臺北雙子星

## 外部連結
- 內科之心 （页面存档备份，存于）